# Frederik Vesti
Frederik Vesti (født 13. januar 2002) er en dansk racerkører, som i øjeblikket deltager i FIA Formula 2 Championship med Prema Racing. Han er medlem af Mercedes Junior Team og den første mester i Formula Regional European Championship.